# Parowa (województwo dolnośląskie)
Parowa (do 1945 niem. Tiefenfurt) – wieś w Polsce położona w województwie dolnośląskim, w powiecie bolesławieckim, w gminie Osiecznica.

## Podział administracyjny
W latach 1975–1998 miejscowość położona była w województwie jeleniogórskim.

## Położenie
Leży w Borach Dolnośląskich nad rzeką Czerna Wielka przy drodze wojewódzkiej nr 350. 

## Historia
Część wsi leżąca na lewym brzegu Czernej Wielkiej od końca XV wieku była własnością rady miejskiej w Zgorzelcu, część prawobrzeżna należała do dóbr kliczkowskich. Był to stary ośrodek hutnictwa żelaza oparty na miejscowych złożach rudy darniowej, w 1686 po ich wyczerpaniu zamknięto ostatnią hutę. Od XIX wieku był to ośrodek produkcji porcelany. Do 1945 w obecnej Parowej mieściła się należąca do rodziny Steinmann Schlesische Porzellanenfabrik znana z wyrobów ceramicznych i porcelanowych. Od 1963 roku tradycję produkcji wyrobów ceramicznych Kuno Steinmanna kontynuuje przedsiębiorstwo "Ceramika Wiza".

## Zabytki
Do wojewódzkiego rejestru zabytków wpisany jest kościół św. Antoniego Padewskiego z XVIII wieku. Pierwsza świątynia powstała ok. 1498, z zachowaniem jej fragmentów w XVIII powstała obecna świątynia, rozbudowana w 1901, restaurowana w II poł. XX wieku. Wewnątrz barokowy ołtarz główny z końca XVII w.